# Khosit Phetpradab
Khosit Phetpradab (Thai: โฆษิต เพชรประดับ; * 8. Juli 1994) ist ein thailändischer Badmintonspieler. 

## Karriere
Khosit Phetpradab gewann bei den nationalen Titelkämpfen 2011 Bronze im  Herreneinzel. Beim Smiling Fish 2012 belegte er in der gleichen Disziplin Rang zwei, ein Jahr später Rang drei. Weitere Starts folgten bei den US Open 2013, den Canadian Open 2013, den Chinese Taipei Open 2013, dem Indonesia Open Grand Prix Gold 2013, dem Korea Open Grand Prix 2013, den Macau Open 2013 und den Vietnam Open 2013. Im Jahr 2014 gewann er Smiling Fish.